# ژیان‌مرغ سبیلچه‌ای رخ‌مرمری
ژیان‌مرغ سبیلچه‌ای رخ‌مرمری (نام علمی: Pogonotriccus ophthalmicus) گونه‌ای از پرندگان گنجشک‌سان از تیرهٔ ژیان‌مرزغان است که در بولیوی، کلمبیا، اکوادور، پرو و ونزوئلا یافت می‌شود.